# Ľubomír Korijkov
Ľubomír Korijkov (* 12. ledna 1993, Košice) je slovenský fotbalový obránce, od července 2017 hráč klubu Berliner AK 07 z nižší německé ligy.

## Klubová kariéra
V dětství měl ke sportu blízko, trénoval karate a hrával fotbal. Začínal ve věku 10 let v týmu PČSP Košice, po dvou letech odešel do 1. FC Košice, kde prošel všechny posty a zakotvil na stoperu (střed obrany). V roce 2008 byl na testech v anglickém klubu Bolton Wanderers FC, což byla jeho první zkušenost se zahraničním fotbalem. V 18 letech dostal nabídku na zkoušku v bavorském velkoklubu FC Bayern Mnichov, ale vedení Košic mu ji nepovolilo. Absolvoval tedy tuto zkoušku na vlastní pěst, za což byl potrestán zákazem hraní a tréninků, dokud nepodepíše novou smlouvu.
V letech 2011–2013 hostoval ve slovenském druholigovém klubu MFK Zemplín Michalovce. V létě 2015 přestoupil z MFK Košice do druholigového klubu Lokomotíva Košice. Zde působil dvě sezóny.

V červenci 2017 opustil Slovensko a zamířil do nižší německé ligy do klubu Berliner AK 07.

## Reprezentační kariéra
Nastupoval za slovenské reprezentační výběry do 15, 17, 18, 19 let.